# Атасу (Актубецький сільський округ)
Атасу́ (каз. Атасу) — село у складі Жанааркинського району Улитауської області Казахстану. Входить до складу Актубецького сільського округу.
Населення — 246 осіб (2021; 450 у 2009, 372 у 1999, 375 у 1989).
Національний склад станом на 1989 рік:
- казахи — 100 %.

Станом на 1989 рік село мало статус станційного селища.